# پولین
پولین (به انگلیسی: pulin) یک وبسایت ایرانی است که از شهریور ماه سال ۱۳۹۹ توسط تیم نرم افزاری الین ارقام بنیان‌گذاری شد و در زمینه ارائه نرخ معاملات بازار ایران برای فعالین حوزه تجارت و مردم فعالیت می‌کند. پولین با هدف ارائه نرخ لحظه ای انواع معاملات بازار ایران به کاربران ایجاد شده و با گردآوری و ارائه اطلاعات لحظه ای از مراجع معتبر قیمت دهی, قیمت لحظه ای خودرو, ارز ها و رمز ارزها , نرخ لحظه ای دلار , سکه , طلای گرمی و دیگر نرخ های بازار برای راحتی کاربران میکوشد.